# Jaskinia Mylna
Jaskinia Mylna – jaskinia położona w Dolinie Kościeliskiej w masywie Raptawickiej Turni, tuż ponad Polaną Pisaną. Nie licząc trzech Okien Pawlikowskiego (z których dwa znajdują się w Obłazowej Jamie) jaskinia ma dwa otwory wejściowe: południowy na wysokości 1098 metrów n.p.m. i północny na wysokości 1084 metrów n.p.m. Łączna długość korytarzy jaskini wynosi 1630 metrów, a deniwelacja 46 metrów. Wraz z Jaskinią Raptawicką i Jaskinią Obłazkową jest częścią systemu Jaskinie Pawlikowskiego.

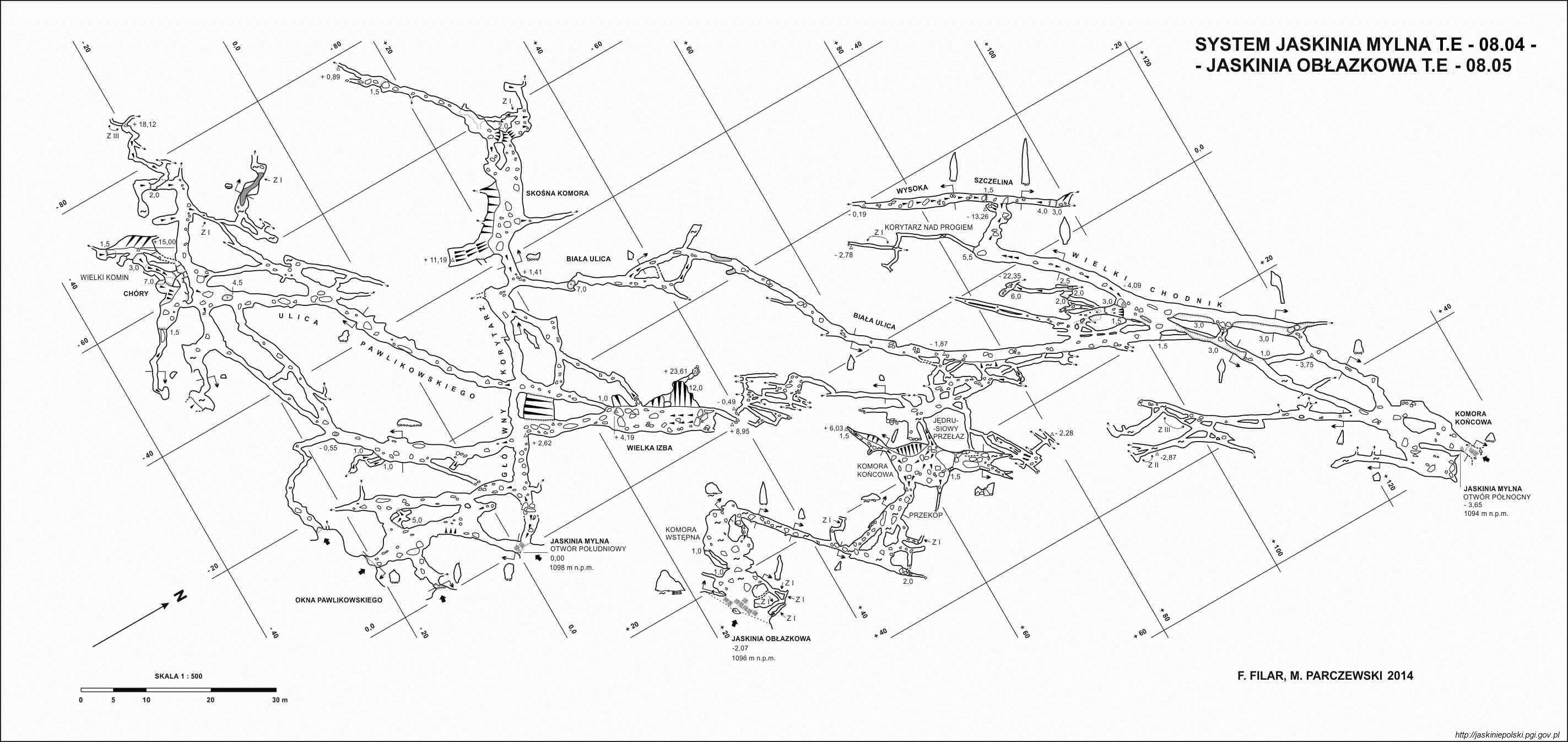
Plan Jaskini Mylnej i Jaskini Obłazkowej

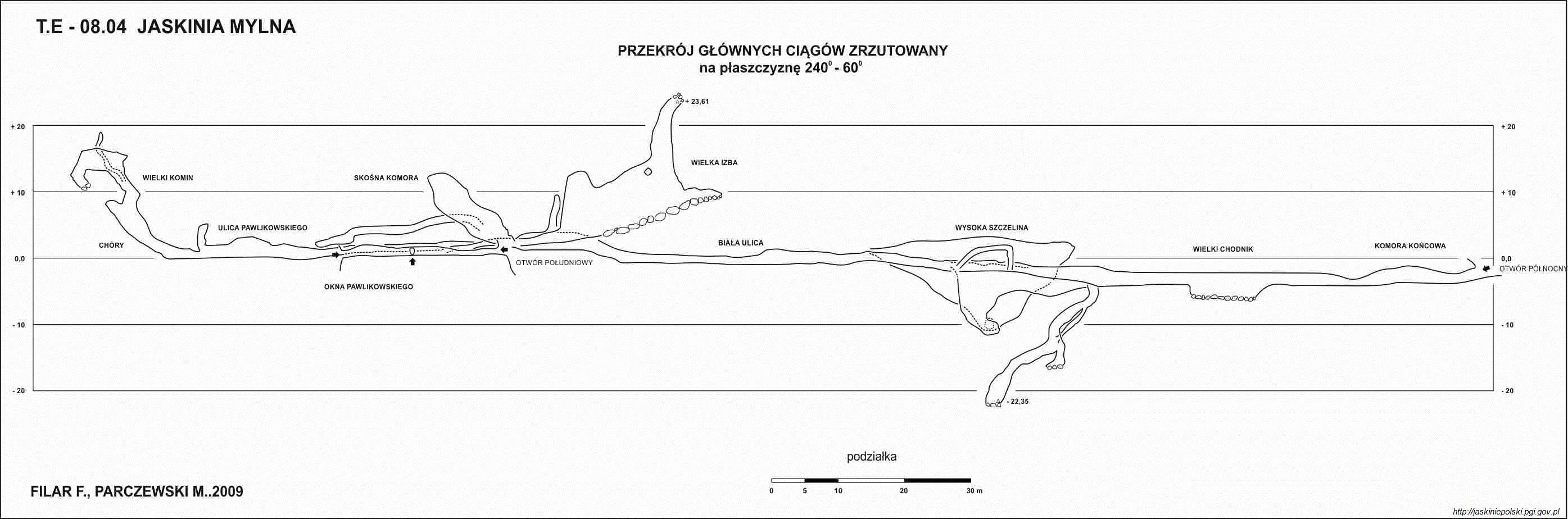
Przekrój Jaskini Mylnej

## Szlak turystyczny
– do jaskini i przez nią prowadzi szlak czerwony. Dojście ok. 15 min, przejście przez jaskinię ok. 30 min, zejście ok. 10 min. Trasa jest jednokierunkowa. Wyjście znajduje się w innym miejscu, skąd prowadzi ścieżka zejściowa z powrotem do Doliny Kościeliskiej, naprzeciwko Skały Pisanej.

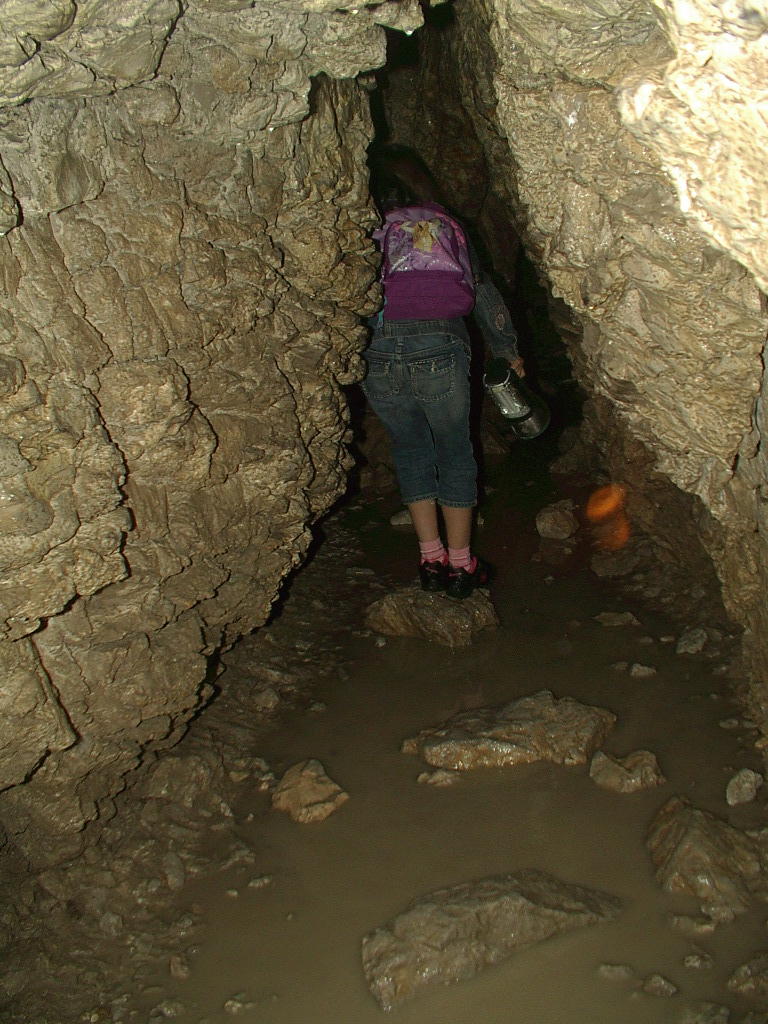
Jeden z wąskich korytarzy

### Opis szlaku

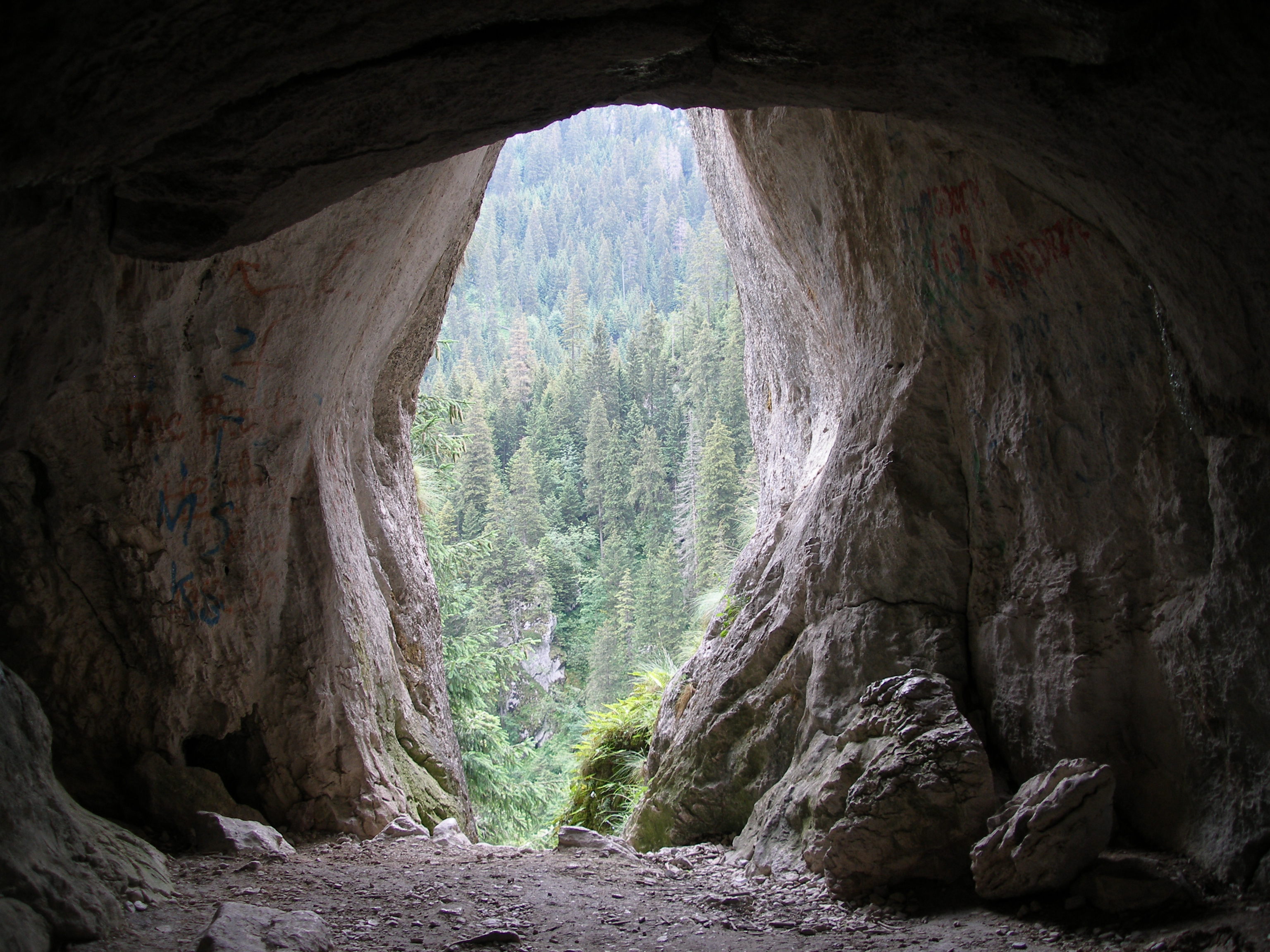
Jedno z Okien Pawlikowskiego

Mylna jest jedną z ciekawszych jaskiń tatrzańskich, którą można zwiedzać bez przewodnika. Dla turystów została udostępniona 300-metrowa trasa prowadząca z otworu południowego do północnego z trzema odgałęzieniami. Jest to poziomy ciąg korytarzy i niedużych komór, gdzieniegdzie specjalnie dla turystów poszerzonych, nadal jednak są to miejsca ciasne i mokre, z plecakiem trudne do pokonania, wymagające przemieszczania się w pozycji obniżonej, a nawet czołgania się. Na dnie spotyka się otoczaki – ślad po Kościeliskim Potoku, który w przeszłości wyżłobił tę jaskinię. W jaskini nie ma sztucznego oświetlenia, należy więc zabrać ze sobą swoje źródło światła (latarkę lub lepiej czołówkę). W lecie temperatura w jaskini oscyluje w granicach +5 °C. Zimą w części jaskini panują ujemne temperatury, co jest skutkiem wykonania sztucznego przekopu.
Uwaga: w przypadku uszkodzenia latarki istnieje możliwość pobłądzenia, w przeszłości zdarzało się to wielu turystom. Ze względu na to nie są wskazane samotne wejścia. W lipcu 1945 roku w labiryntach jej podziemnych korytarzy zabłądził i zmarł z wycieńczenia ksiądz pallotyn Józef Szykowski. Jego zwłoki znaleziono dopiero dwa lata później w odległym końcu korytarza, a wydobycie ciała było możliwe po uprzednim jego pocięciu na kawałki.
Pierwszą komorę, tzw. Obłazową Jamę (nie mylić z Jaskinią Obłazkową) można zwiedzić bez światła. Znajdują się w niej bowiem dwa okna skalne, tzw. Okna Pawlikowskiego, przez które widać m.in. Bystrą i Błyszcz. Z Obłazowej Jamy wchodzi się do korytarza, który po 10 metrach obniża się i prowadzi do Głównego Korytarza. Po 5 metrach szlak skręca w lewo i dochodzimy do rozgałęzienia. W lewo prowadzi ciąg nieudostępniony turystycznie (niżej opis III Okno), natomiast szlak prowadzi prosto i po 2 metrach dochodzi do następnego rozgałęzienia. W prawo skręca boczna odnoga szlaku do Wielkiej Izby. Jest to jedna z dwóch największych sal w jaskini. Ma rozmiary 5 × 16 metrów i wysokość do 10 metrów. Z sali odchodzi nieudostępniony turystycznie Korytarz Połączeniowy łączący Jaskinię Mylną z Jaskinią Raptawicką. Główny szlak wiedzie natomiast z rozgałęzienia prosto i po paru metrach dochodzi się do następnego rozgałęzienia. Prosto prowadzi szlak główny, natomiast w lewo odchodzi boczny szlak (czerwone trójkąty na białym tle). Wiedzie on korytarzem nazwanym Ulica Pawlikowskiego do sali Chóry (odchodzi z niej parę nieudostępnionych turystycznie korytarzy). Idąc dalej głównym szlakiem (korytarzem w kształcie szczeliny), dochodzi się do końca Głównego Korytarza. Szlak główny skręca w prawo do Białej Ulicy. Zaraz za zakrętem odchodzi boczny szlak (czerwone kółka na białym tle) do jednej z największych sal jaskini – Skośnej Komory. Szlak główny natomiast prowadzi Białą Ulicą (w prawo odchodzą nieudostępnione turystycznie ciągi łączące Jaskinię Mylną z Jaskinią Obłazkową) do korytarza nazwanego Wielkim Chodnikiem. W lewo Wielki Chodnik jest nieudostępniony turystycznie. Szlak prowadzi w prawo przez półkę w lewej ścianie, nad 3-metrową szczeliną. Przejście to na odcinku 20 metrów jest ubezpieczone łańcuchami. Zimą trawers nad szczeliną może być oblodzony, wtedy przejście jest bardzo śliskie i niebezpieczne, warto mieć raki lub antypoślizgowe nakładki na buty. Idąc dalej szlakiem, dochodzi się do rozgałęzienia. Odchodzi stąd parę nieudostępnionych turystycznie ciągów. Szlak prowadzi w prawo do niskiej Komory Końcowej, gdzie znajduje się przekopany otwór północny.

## Nieudostępnione ciągi
III Okno. Z Głównego Korytarza niski korytarz skręca w lewo i prowadzi do rozgałęzienia. W lewo korytarz wiedzie do III Okna Pawlikowskiego, natomiast prosto do Chórów.
Wielki Komin. Od sali Chóry odchodzi Wielki Komin (13 metrów wysokości), od którego w górnej części odchodzą niewielkie korytarzyki. W prawo natomiast z sali biegnie korytarz, który przez pochylnię dochodzi do krętego meandra.
Ciągi ze Skośnej Komory. Odchodzą stąd dwa korytarze łączące się ze sobą i kończące się szczelinami.
Ciągi do Jędrusiowego Przełazu. Od Białej Ulicy odchodzi w prawo skomplikowany system niskich korytarzy i sal. Jeden z tych korytarzyków dochodzi do Jędrusiowego Przełazu łączącego Jaskinię Mylną z Jaskinią Obłazkową.
Wysoka Szczelina. Idąc w lewo Wielkim Chodnikiem, dochodzi się do pochylni i do jego najniższego punktu, w którym znajduje się prostopadła Wysoka Szczelina (kilkanaście metrów wysokości).

## Przyroda
Szata naciekowa jest uboga. Kiedyś w jaskini można było obserwować spore ilości mleka wapiennego, o czym świadczą niektóre nazwy (Biała Ulica). Jednak na skutek ruchu turystycznego oraz odkopania otworu północnego (co wpłynęło na zmianę mikroklimatu) w głównym ciągu jaskini uległo ono zniszczeniu. Można je spotkać jeszcze w niektórych bocznych korytarzach.
Zimą w  jaskini tworzą się liczne nacieki lodowe: kolumny, lodospady, polewy, stalaktyty i stalagmity lodowe.
Jaskinię zamieszkują nietoperze.

## Historia odkryć
Jaskinia została po raz pierwszy zbadana w roku 1885 przez Jana Gwalberta Pawlikowskiego. Nadał jaskini nazwę Mylna z powodu korytarzy tworzących zawiły labirynt i nazwał odkryte przez siebie partie: Biała Ulica, Wielka Izba i Chóry. Na początku 1934 roku Stefan Zwoliński z towarzyszami przekopali się w Białej Ulicy do jej dalszej części, dochodząc do Wielkiego Chodnika i do Komory Końcowej.
Na przełomie 1948 i 1949 roku, w ramach prac nad udostępnianiem jaskini, przebito nowy otwór (północny) oraz poszerzono wąskie przejścia na trasie między otworem południowym i północnym. Trawers w Wielkim Chodniku został ubezpieczony poręczą. Wybudowano także szlak sprowadzający z otworu północnego.
W czerwcu 2014 roku udało się połączyć przez Jędrusiowy Przełaz Jaskinię Mylną z Jaskinią Obłazkową. W lutym 2015 roku połączono koniec Lewego Korytarza Jaskini Raptawickiej z korytarzykiem nad Kominem Połączeniowym w Jaskini Mylnej.